# Campylotropis trigonoclada
Campylotropis trigonoclada är en ärtväxtart som först beskrevs av Adrien René Franchet, och fick sitt nu gällande namn av Anton Karl Schindler. Campylotropis trigonoclada ingår i släktet Campylotropis och familjen ärtväxter. IUCN kategoriserar arten globalt som livskraftig. Inga underarter finns listade i Catalogue of Life.